# اداره دوم ستاد بزرگ‌ارتشتاران
ادارهٔ دوم ستاد بزرگ‌ارتشتاران، یک ادارهٔ جاسوسی، اطلاعاتی و ضداطلاعاتی در دوران حکومت پهلوی بود. در آغاز، این سازمان «رکن دوم ارکان حرب کل قشون» و بعداً «رکن دوم ستاد ارتش» نامیده می‌شد. این ادارهٔ اطلاعاتی در دورهٔ رضا شاه پهلوی توسط افسران نخبه‌ای که پیش از جنگ جهانی دوم در فرانسه آموزش می‌دیدند، ایجاد شد. این سازمان بعدها خدماتی نیز از سوی سرویس‌های مخفی بریتانیا دریافت می‌کرد.
اساس کار ادارهٔ دوم ستاد بزرگ‌ارتشتاران، کسب اطلاعات نظامی از خارج کشور بود. پس از کودتای ۲۸ مرداد ۱۳۳۲، در رکن ۲ ارتش تغییراتی روی داد و بار دیگر وظیفه اطلاعات و امنیت داخلی نیز برعهده آن نهاده شد تا با همکاری فرمانداری نظامی، مخالفان سیاسی حکومت را تحت تعقیب قرار دهد.
این اداره، امروزه «معاونت اطلاعات ارتش جمهوری اسلامی ایران» نامیده می‌شود.

## فهرست رئیسان
| رکن دوم ارکان حرب کل قشون                     | رکن دوم ارکان حرب کل قشون | رکن دوم ارکان حرب کل قشون | رکن دوم ارکان حرب کل قشون | رکن دوم ارکان حرب کل قشون | رکن دوم ارکان حرب کل قشون |
| ر.                                            | رئیس                      | درجه نظامی                | آغاز تصدی                 | پایان تصدی                | منبع                      |
| --------------------------------------------- | ------------------------- | ------------------------- | ------------------------- | ------------------------- | ------------------------- |
| ۱                                             | عبدالرضا افخم ابراهیمی    | تیمسار                    | اسفند ۱۳۱۰                | نامشخص                    |                           |
| رکن دوم ستاد ارتش شاهنشاهی ایران              |                           |                           |                           |                           |                           |
| ر.                                            | رئیس                      | درجه نظامی                | آغاز تصدی                 | پایان تصدی                | منبع                      |
| ۱                                             | محسن دیبا                 | تیمسار                    | ۱۳۱۳                      | نامشخص                    |                           |
| ۲                                             | عباسقلی اسفندیاری         | تیمسار                    | نامشخص                    | نامشخص                    |                           |
| ۳                                             | علی ریاضی                 | تیمسار                    | پیرامون ۱۳۲۰              | نامشخص                    |                           |
| ۴                                             | حسن ارفع                  | تیمسار                    | ۱۳۲۱                      | نامشخص                    |                           |
| ۵                                             | حبیب‌الله دیهیمی           | تیمسار                    | نامشخص                    | نامشخص                    |                           |
| ۶                                             | حسن اخوی                  | سرهنگ                     | نامشخص                    | ۱۳۲۴                      |                           |
| ۷                                             | ثقفی                      | سرهنگ                     | ۱۳۲۴                      | شهریور ۱۳۲۵               |                           |
| ۸                                             | بیژن گیلانشاه             | سرهنگ                     | شهریور ۱۳۲۵               | نامشخص                    |                           |
| ۹                                             | علی‌اشرف مطهری             | تیمسار                    | مرداد ۱۳۲۹                | نامشخص                    |                           |
| ۱۰                                            | حسین سیاسی                | تیمسار                    | نامشخص                    | ۱۳۳۲                      |                           |
| ۱۱                                            | حسن پاکروان               | تیمسار                    | ۱۳۳۲                      | ۱۳۳۳                      |                           |
| ۱۲                                            | مصطفی امجدی               | تیمسار                    | نامشخص                    | نامشخص                    |                           |
| ۱۳                                            | سید محمدولی قرنی          | سرلشکر                    | ۱۳۳۳                      | ۱۳۳۵                      |                           |
| اداره دوم ستاد بزرگ ارتشتاران                 |                           |                           |                           |                           |                           |
| ر.                                            | رئیس                      | درجه نظامی                | آغاز تصدی                 | پایان تصدی                | منبع                      |
| ۱                                             | حاج‌علی کیا                | سپهبد                     | ۱۳۳۵                      | اسفند ۱۳۳۹                |                           |
| ۲                                             | عزیزالله کمال             | سپهبد                     | ۲۶ اسفند ۱۳۳۹             | نامشخص                    |                           |
| ۳                                             | عزیزالله پالیزبان         | سپهبد                     | نامشخص                    | نامشخص                    |                           |
| ۴                                             | ناصر مقدم                 | سپهبد                     | ۳۰ فروردین ۱۳۵۲           | خرداد ۱۳۵۷                |                           |
| ۵                                             | ناصرقلی برومند جزی        | سپهبد                     | خرداد ۱۳۵۷                | پاییز ۱۳۵۷                |                           |
| ۶                                             | پرویز امینی افشار         | سرلشکر                    | پاییز ۱۳۵۷                | بهمن ۱۳۵۷                 |                           |
| اداره دوم ستاد مشترک ارتش جمهوری اسلامی ایران |                           |                           |                           |                           |                           |
| ر.                                            | رئیس                      | درجه نظامی                | آغاز تصدی                 | پایان تصدی                | منبع                      |
| ۱                                             | هدایت‌الله حاتمی           | سرهنگ                     | ۵ اسفند ۱۳۵۷              | تیر ۱۳۵۹                  |                           |
| ۲                                             | محمدمهدی کتیبه            | سرهنگ                     | تیر ۱۳۵۹                  | ۱۳۶۵                      |                           |
| ۳                                             | شاهوردیان                 | سرهنگ                     | نامشخص                    | نامشخص                    |                           |
| ۴                                             | ....                      | ....                      | ....                      | ....                      |                           |
| ۵                                             | محمدحسن نامی              | سرتیپ                     | نامشخص                    | نامشخص                    |                           |
| معاونت اطلاعات ارتش جمهوری اسلامی ایران       |                           |                           |                           |                           |                           |
| ر.                                            | معاون                     | درجه نظامی                | آغاز تصدی                 | پایان تصدی                | منبع                      |
| ۱                                             | امیر حاتمی                | سرتیپ                     | ۱۳۷۷                      | ۱۳۸۴                      |                           |
| ۲                                             | ....                      | ....                      | ....                      | ....                      |                           |
| ۳                                             | عباسعلی منصوری آرانی      | سرتیپ دوم                 | نامشخص                    | نامشخص                    |                           |
| ۴                                             | سید حمیدرضا طباطبایی      | سرتیپ                     | نامشخص                    | نامشخص                    |                           |
| ۵                                             | عباس جعفری‌نیا             | سرتیپ                     | نامشخص                    | نامشخص                    | [ ۵ ]                     |

#### رئیس رکن دوم ارکان حرب کل قشون
- سرتیپ عبدالرضا افخم ابراهیمی (اسفند ۱۳۱۰[۶]–؟)

#### رئیس رکن دوم ستاد ارتش شاهنشاهی ایران
- سرتیپ محسن دیبا (۱۳۱۳[۷]–؟)
- سرتیپ عباسقلی اسفندیاری[۸]
- سرتیپ علی ریاضی (پیرامون ۱۳۲۰)
- سرتیپ حسن ارفع (۱۳۲۱)
- سرتیپ حبیب‌الله دیهیمی
- سرهنگ حسن اخوی (؟–۱۳۲۴)
- سرهنگ ثقفی (۱۳۲۴–شهریور ۱۳۲۵)
- سرهنگ بیژن گیلانشاه (شهریور ۱۳۲۵[۹]–؟)
- سرتیپ علی‌اشرف مطهری (مرداد ۱۳۲۹[۱۰]–؟)
- سرتیپ حسین سیاسی (؟–۱۳۳۲)
- سرتیپ حسن پاکروان (۱۳۳۲–۱۳۳۳)
- سرتیپ مصطفی امجدی
- سرلشکر سید محمدولی قرنی[۱۱] (۱۳۳۳–۱۳۳۵)

#### رئیس اداره دوم ستاد بزرگ‌ارتشتاران
- سپهبد حاج‌علی کیا (۱۳۳۵–اسفند ۱۳۳۹)
- سپهبد عزیزالله کمال (۲۶ اسفند ۱۳۳۹–؟)
- سپهبد عزیزالله پالیزبان
- سپهبد ناصر مقدم (۳۰ فروردین ۱۳۵۲–خرداد ۱۳۵۷)
- سپهبد ناصرقلی برومند جزی (خرداد ۱۳۵۷–پاییز ۱۳۵۷)
- سرلشکر پرویز امینی افشار (پاییز ۱۳۵۷–بهمن ۱۳۵۷)

#### رئیس اداره دوم ستاد مشترک ارتش جمهوری اسلامی ایران
- سرهنگ هدایت‌الله حاتمی (۵ اسفند ۱۳۵۷–تیر ۱۳۵۹)[۱۲][۱۳]
- سرهنگ محمدمهدی کتیبه (تیر ۱۳۵۹–۱۳۶۵)[۱۴]
- سرهنگ شاهوردیان

…
- سرتیپ دوم محمدحسن نامی
- سرتیپ دوم اکبر دیانت‌فر (۱۳۷۱–۱۳۷۷)

#### معاون اطلاعات ارتش جمهوری اسلامی ایران
- سرتیپ امیر حاتمی (۱۳۷۷–۱۳۸۴)[۱۵]

…
- سرتیپ دوم عباسعلی منصوری آرانی
- سرتیپ سید حمیدرضا طباطبایی
- سرتیپ عباس جعفری‌نیا